# Норвешка на Европском првенству у атлетици у дворани 1973.
Норвешка је учествоваla на 4. Европском првенству у атлетици у дворани 1973. одржаном у Ротердаму, Холандија, 10. и 11. марта.  У svom trećem учешћу на европским првенствима у дворани репрезентацију Норвешке представљала су 2 атлетичар који су учеттвовали у две техничке дисциплине.
На овом првенству Норвешка није освојила ниједну медаљу.
У табели успешности (према броју и пласману такмичара који су учествовали у финалним такмичењима (првих 8 такмичара)) Норвешка је са једним учесником у финалу заузела 21. место са 4 бода, од земаља које су имале представнике у финалу, односно 24 жемље учеснице. Једино Данска и Исланд нису имали ниједног финалисту.
| Плас. | Земља    | 1. место | 2. место | 3. место | 4. место | 5. место | 6. место | 7. место | 8. место | Бр. финал. - Бод. |
| ----- | -------- | -------- | -------- | -------- | -------- | -------- | -------- | -------- | -------- | ----------------- |
| 21.   | Норвешка | −        | −        | −        | −        | 1 − 4    | −        | −        | −        | 1 − 4             |

## Учесници
| Бр. | Дисциплина | Мушкарци         | Жене | Укупно |
| --- | ---------- | ---------------- | ---- | ------ |
| 1.  | Скок увис  | Лејф Роар Фалкум |      | 1      |
| 2.  | Троскок    | Кирстен Флегстад |      | 1      |
|     | Укупно (2) | 2                | 0    | 2      |

## Резултати

### Мушкарци
| Атлетичар        | Дисциплина | Лични рекорд | Квалификације | Квалификације | Полуфинале | Полуфинале | Финале   | Финале   | Детаљи |
| Атлетичар        | Дисциплина | Лични рекорд | Резултат      | Место         | Резултат   | Место      | Резултат | Место    | Детаљи |
| ---------------- | ---------- | ------------ | ------------- | ------------- | ---------- | ---------- | -------- | -------- | ------ |
| Лејф Роар Фалкум | скок увис  |              |               |               |            |            | 2,11     | 15. / 19 |        |
| Кирстен Флегстад | троскок    |              | 16,14 ЛРд     | 5. / 11       |            |            |          |          |        |

## Биланс медаља Норвешке после 4. Европског првенства у дворани 1970—1973.
|      | Земља       |                  |                  |                  |                  |
| 1.   | 1970.       | 0                | 0                | 0                | 0                |
| 2.   | 1971.       | Није учествовала | Није учествовала | Није учествовала | Није учествовала |
| 3—4. | 1972—1973.. | 0                | 0                | 0                | 0                |
| 1—4  | Укупно      | 0                | 0                | 0                | 0                |
| ---- | ----------- | ---------------- | ---------------- | ---------------- | ---------------- |

|                                        | Атлетичар/ка                           |                                        |                                        |                                        |                                        |                                        |
| Није било вишеструких освајача медаља. | Није било вишеструких освајача медаља. | Није било вишеструких освајача медаља. | Није било вишеструких освајача медаља. | Није било вишеструких освајача медаља. | Није било вишеструких освајача медаља. | Није било вишеструких освајача медаља. |
| -------------------------------------- | -------------------------------------- | -------------------------------------- | -------------------------------------- | -------------------------------------- | -------------------------------------- | -------------------------------------- |